# St. Katharinen (Brandenburg an der Havel)

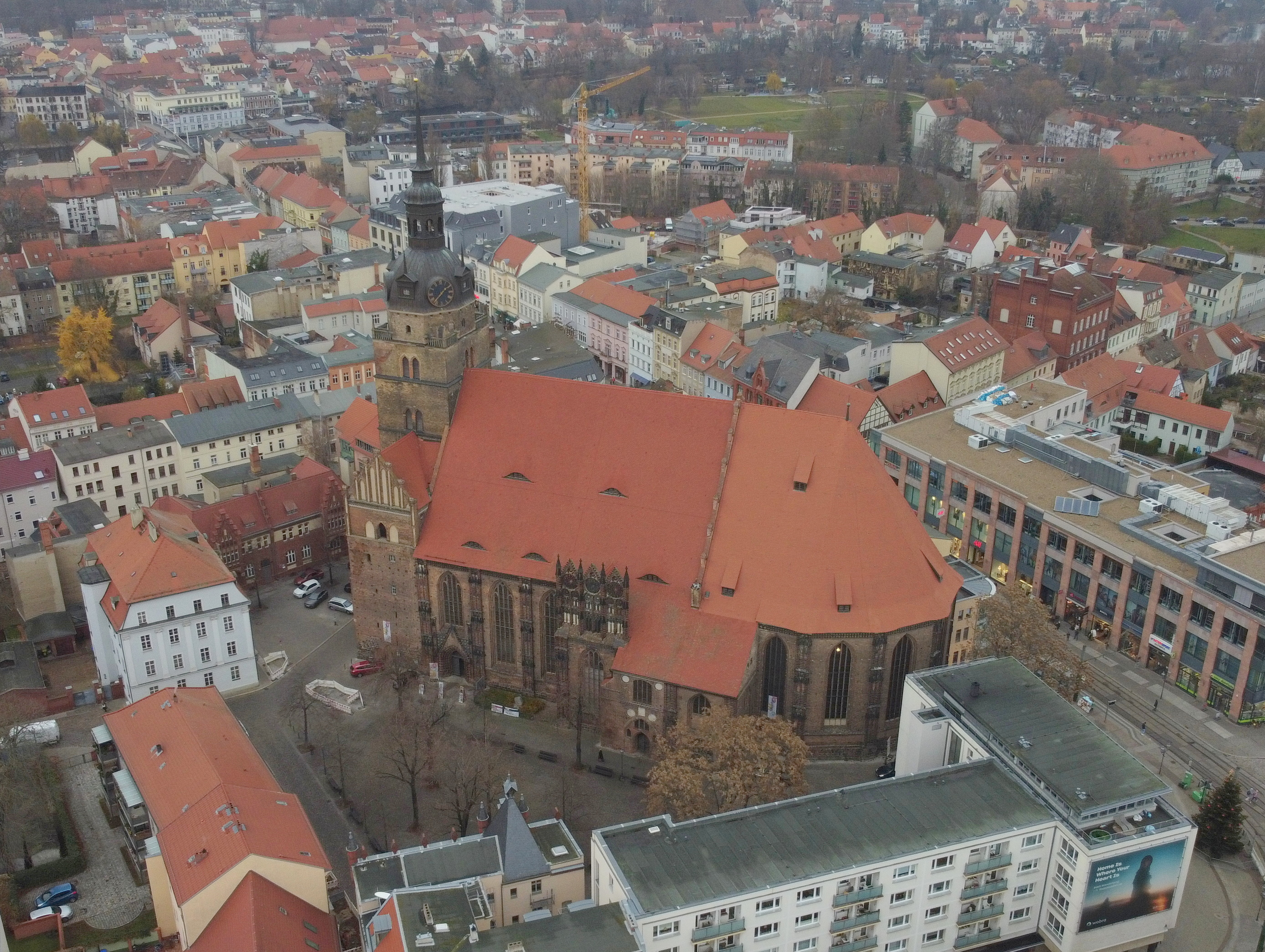
Sankt Katharinen im Luftbild von Süden

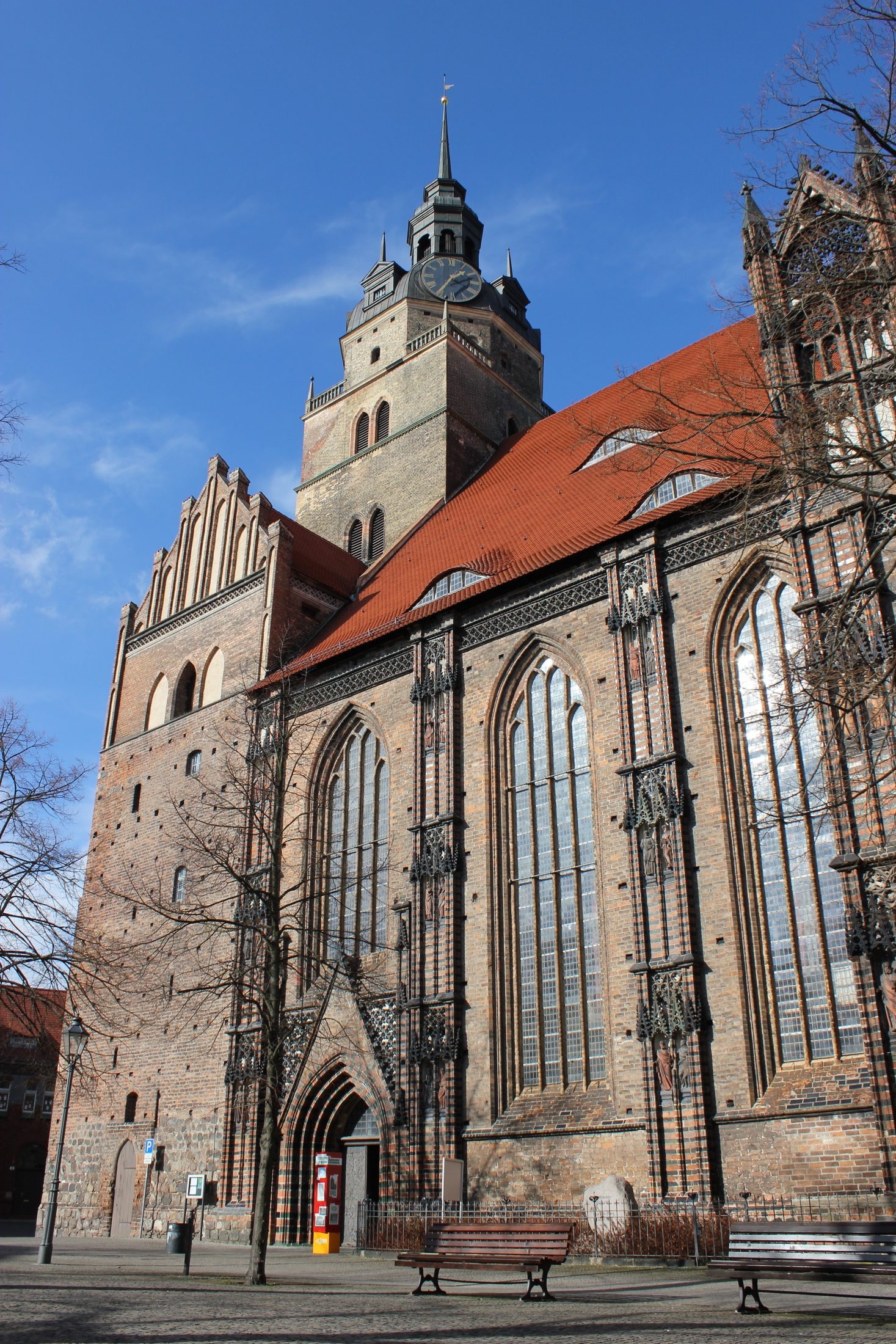
Westliches Langhaus, Treppenturm, Glockenturm

Sankt Katharinen ist eine dreischiffige spätgotische Hallenkirche und die evangelische Pfarrkirche in der Neustadt von Brandenburg an der Havel. Sie zählt zu den Kirchen der Backsteingotik mit der reichsten Bauplastik und Ausstattung und ist die größte Kirche der Stadt.

## Bauwerk

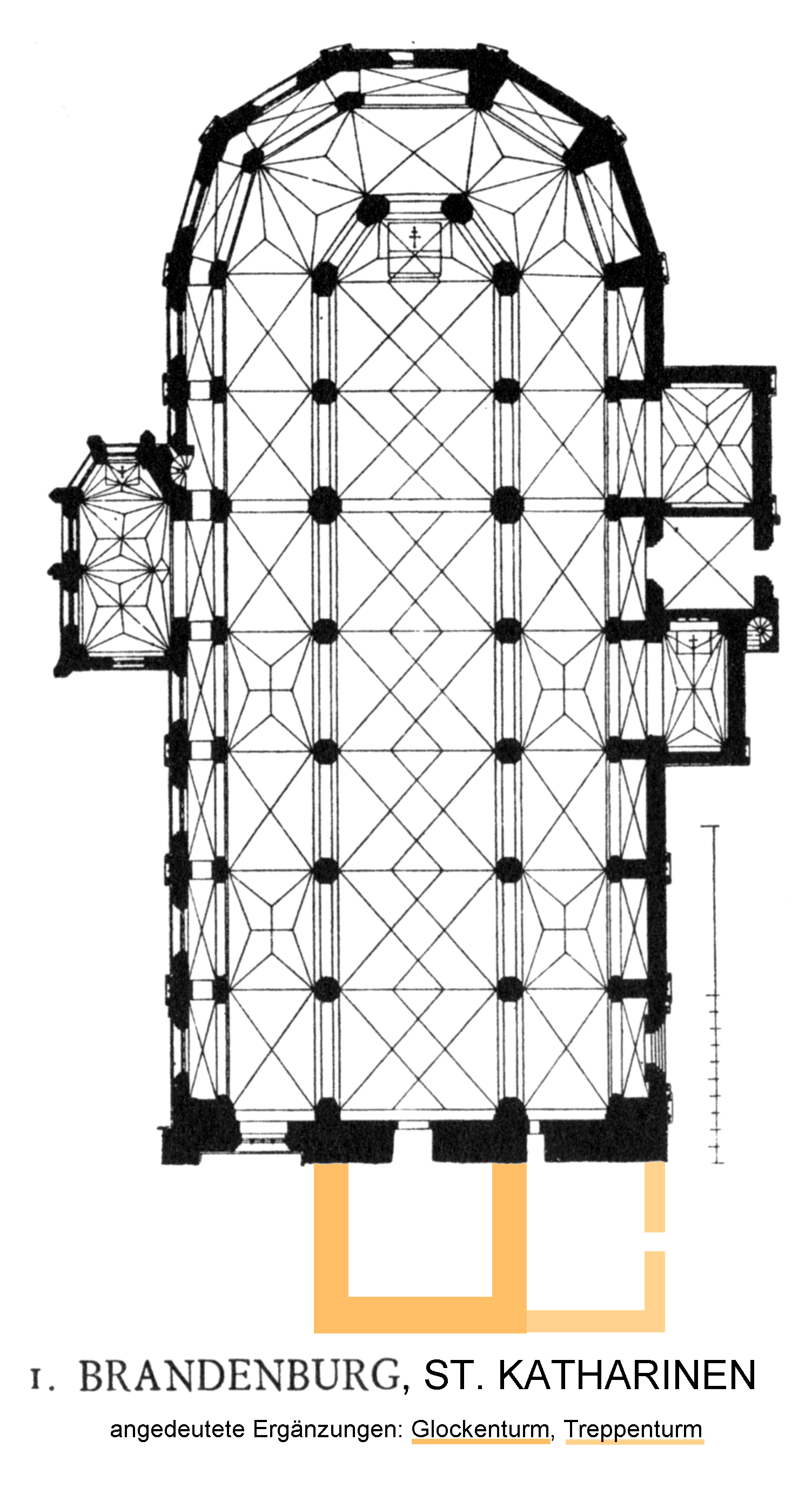
Nach Georg Dehio, ergänzt

### Baugeschichte
Bis zum Jahr 1395 stand eine Feldsteinkirche an der Stelle der Katharinenkirche. Der Stettiner Baumeister Hinrich Brunsberg begann nach 1381 den Neubau der Katharinenkirche, der größten Kirche der Stadt. Sie wurde im Jahr 1401 der heiligen Katharina, der heiligen Amalberga und dem heiligen Nikolaus geweiht. Dieses Datum auf einer Inschrift in der Nordkapelle ist nach dendrochronologischer Datierung des Dachstuhls 1399–1400 (d) nur auf die Fertigstellung der Langhaushalle ohne Gewölbe zu beziehen. Die Nordkapelle selbst wurde erst später nach Planänderung fertiggestellt und 1434 geweiht; um diese Zeit ist auch die südliche Schöppenkapelle zu datieren. Der Umgangschor wurde erst ab 1426 (d) eingedeckt und noch vor der Mitte des 15. Jahrhunderts eingewölbt. Ende des 15. Jahrhunderts folgte schließlich die Südvorhalle mit Bibliothek im Obergeschoss vor dem Südportal.
Der romanische Westbau des Vorgängerbaus wurde zunächst weiterverwendet und um 1494 vermutlich durch Ausmauerung und Verkleidung mit Backstein weitgehend erneuert. Dieser Westbau musste nach dem unten beschriebenen Einsturz der nördlichen Turmhälfte im Jahr 1582 neugebaut werden. Weitere Erneuerungen fanden in den Jahren 1725 und 1842 (innen), 1864/65 (außen), 1910/12 und 1987 (innen, dabei Wiederherstellung der mittelalterlichen Raumfassung nach Befund) sowie ab 1992 (außen) statt.

### Baubeschreibung
Beachtlich sind die Maße der Kirche mit einer Länge von 73 m und einer Breite von 29 m: das Dach erreicht eine Höhe von 38 m. Die Höhe des imposanten Dachstuhls, eines zu besichtigenden Meisterwerkes spätmittelalterlicher Zimmermannskunst, übertrifft die Höhe des Schiffes bis zur Traufe. Der Turm ist gut 72 m hoch. Das Schiff wurde, was in Höhe des Dachstuhls noch sehr gut zu erkennen ist, in der ersten Bauphase mit einem glatten Ostgiebel abgeschlossen. Erst später wurde ein polygonaler Hallenchor mit Umgang angefügt. Die Strebepfeiler sind nach innen gezogen und bilden tiefe Fensternischen, die jedoch untereinander durch schmale spitzbogige Durchbrüche in den Pfeilern verbunden sind. Das Mittelschiff wird durch ein Parallelrippengewölbe überspannt, das letztlich auf dasjenige des Veitsdoms zu Prag zurückgeht. Im Chorumgang entstehen durch die ungleichen Brechungen des Außenpolygons aus fünf Seiten eines Zehnecks und der Innenpfeiler Kreuzrippengewölbe abwechselnd mit Dreistrahlgewölben. Die Seitenkapellen zeigen verschiedene Sterngewölbeformen.

### Außenausstattung

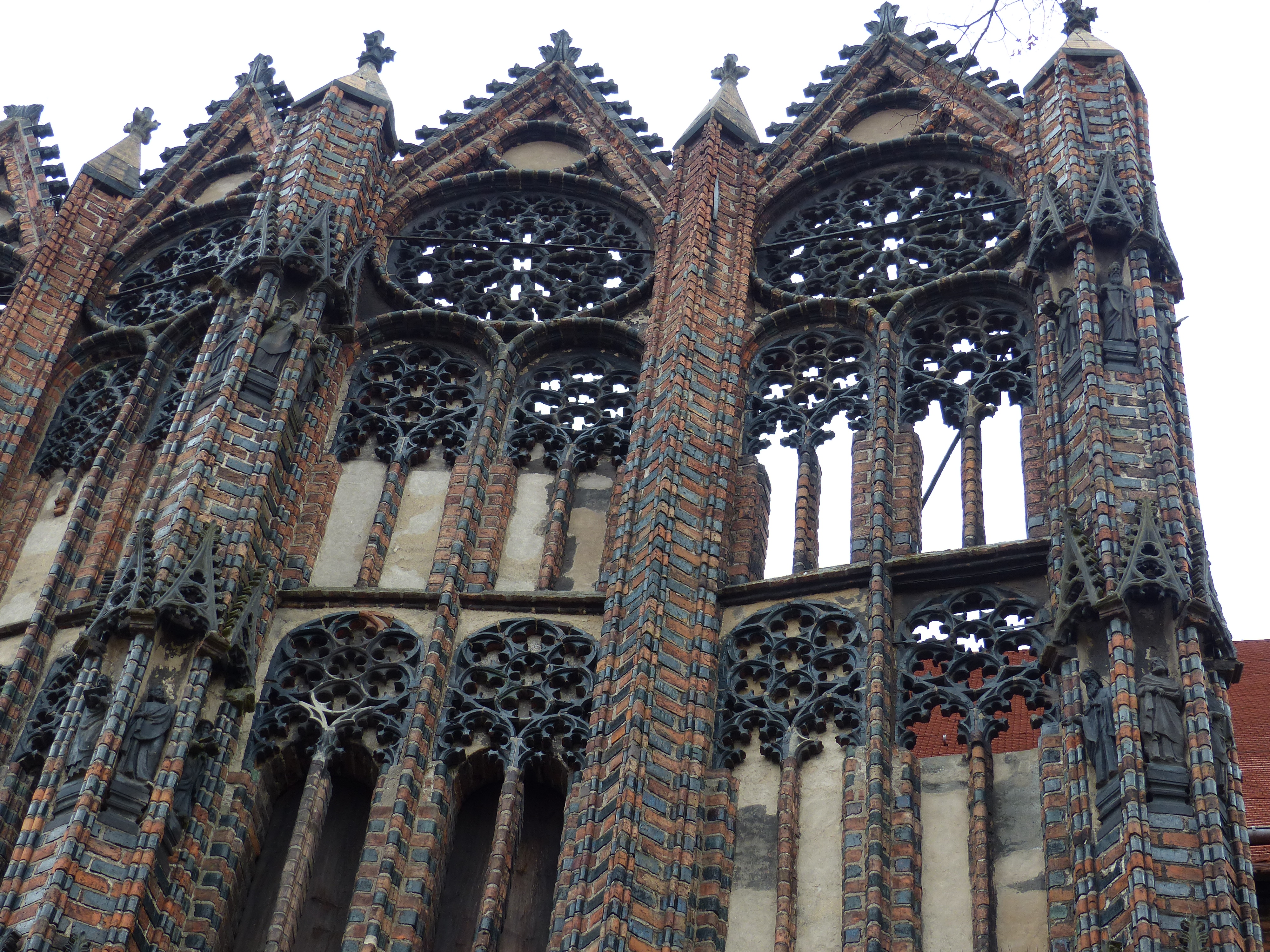
Luftfenster aus Maßwerk auf dem gefalteten Giebel der Marienkapelle

Das Dekor der Außenwände zeigt aus gebranntem Material, Formziegeln und Terrakottaplastiken eine Pracht, die sonst fast nur aus der Werksteingotik bekannt ist. Insbesondere die überlebensgroßen Terrakottaskulpturen sind einmalig.
Besonders beeindruckend sind die beiden seitlichen Kapellen, die statt Querhausarmen dem Gebäude einen kreuzförmigen Grundriss verleihen. Ihre hoch aufragenden Schaugiebel mit Wimpergen und Luftfenstern voller Maßwerk zwischen Fialtürmchen sind durch eine Faltung der Fassadenlinie zusätzlich stabilisiert:
- Die reichste Ausstattung weist die Marienkapelle an der Nordseite auf.
- Die Schöppenkapelle an der Südseite steht ihr nur wenig nach.

Mit ihrer imposanten Größe und Ausstattung sollte die St. Katharinenkirche den Anspruch der Neustadt Brandenburg im Mittelalter verdeutlichen, zusammen mit der Schwesterstadt am gegenüberliegenden Havelufer die reichste, vornehmste und bedeutendste Stadt der Mark Brandenburg zu sein.

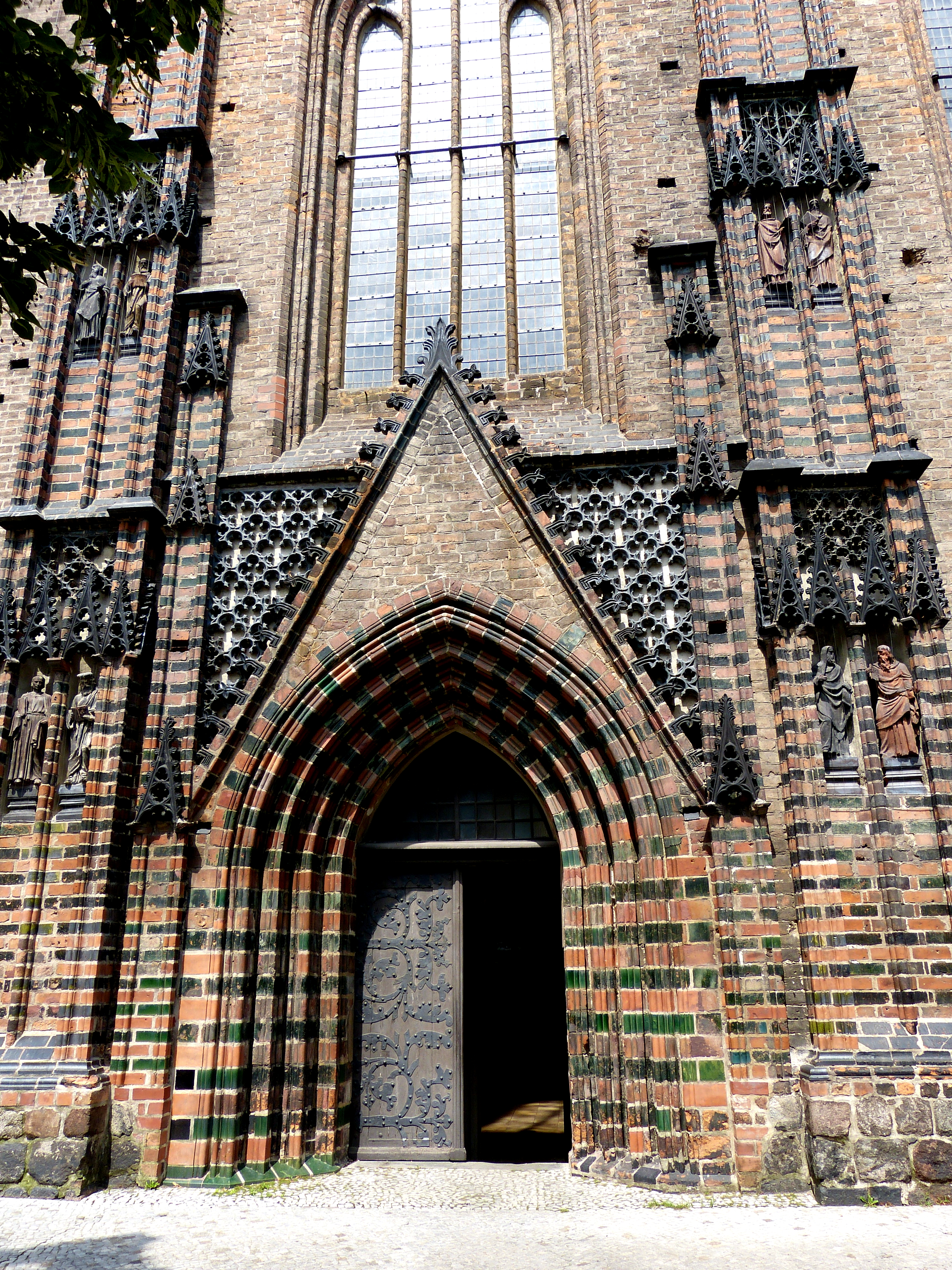
Südportal neben dem Treppenturm
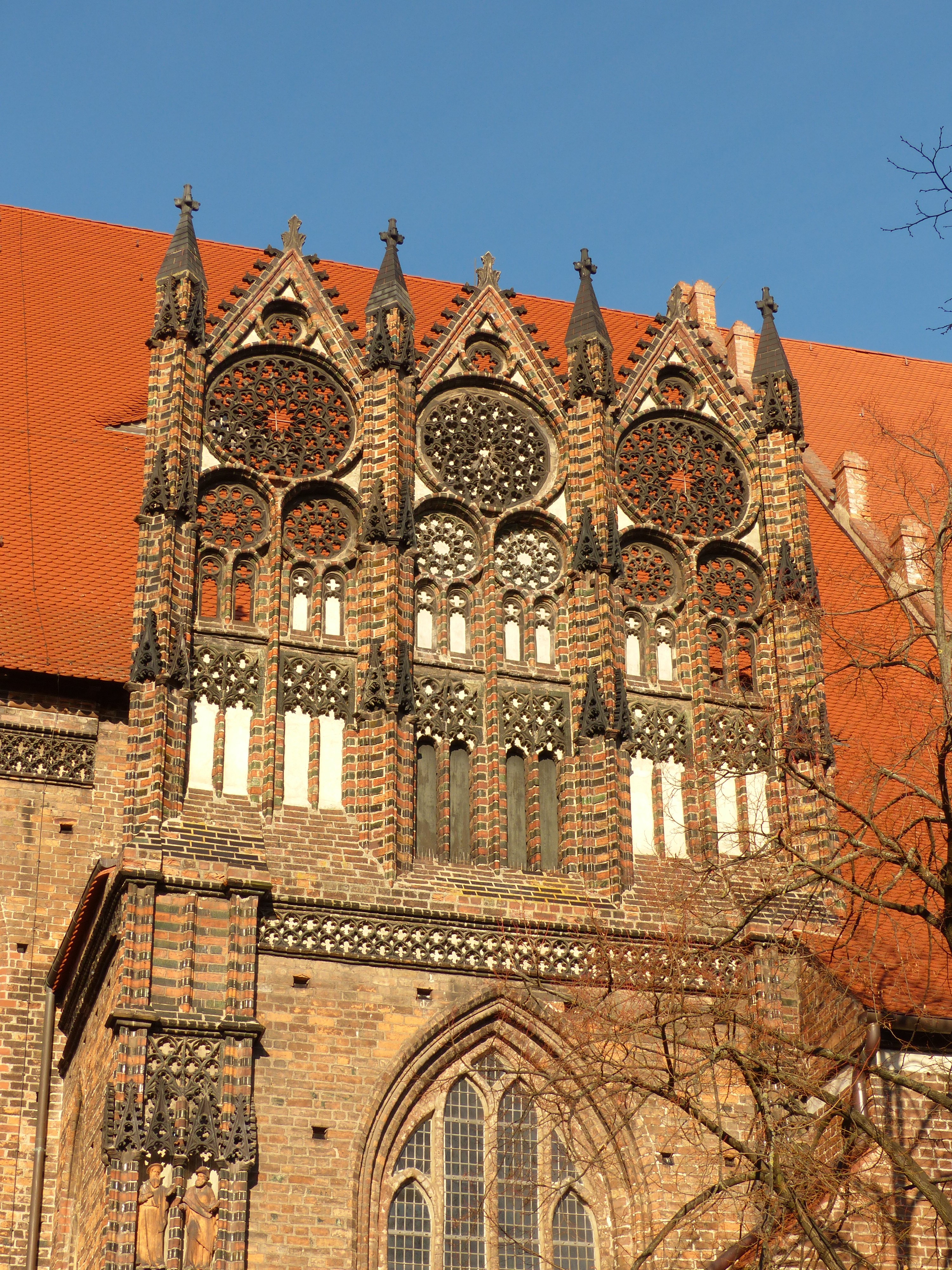
Maßwerkgiebel der Schöppen- = Südkapelle
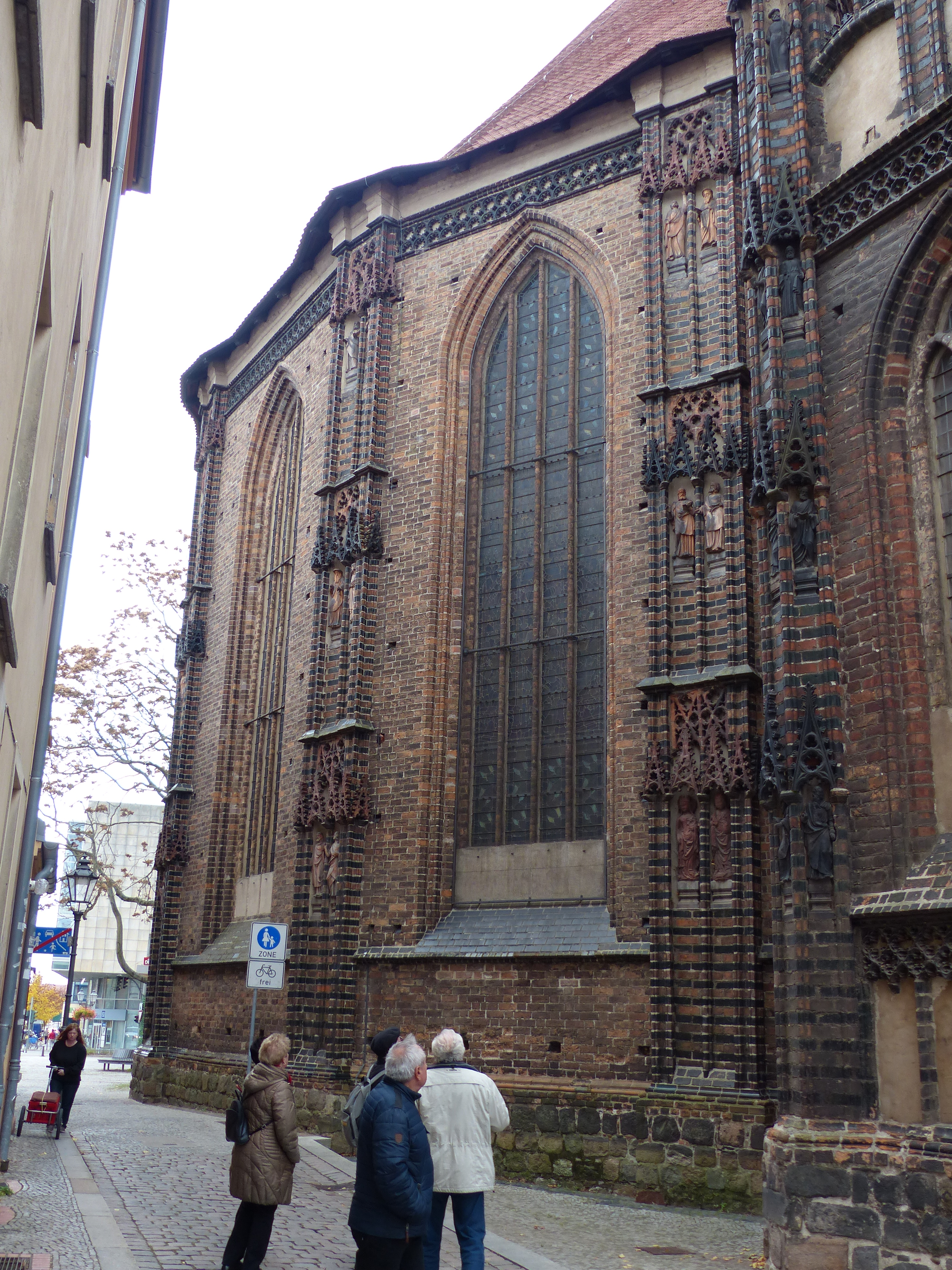
Chor von Nordwesten
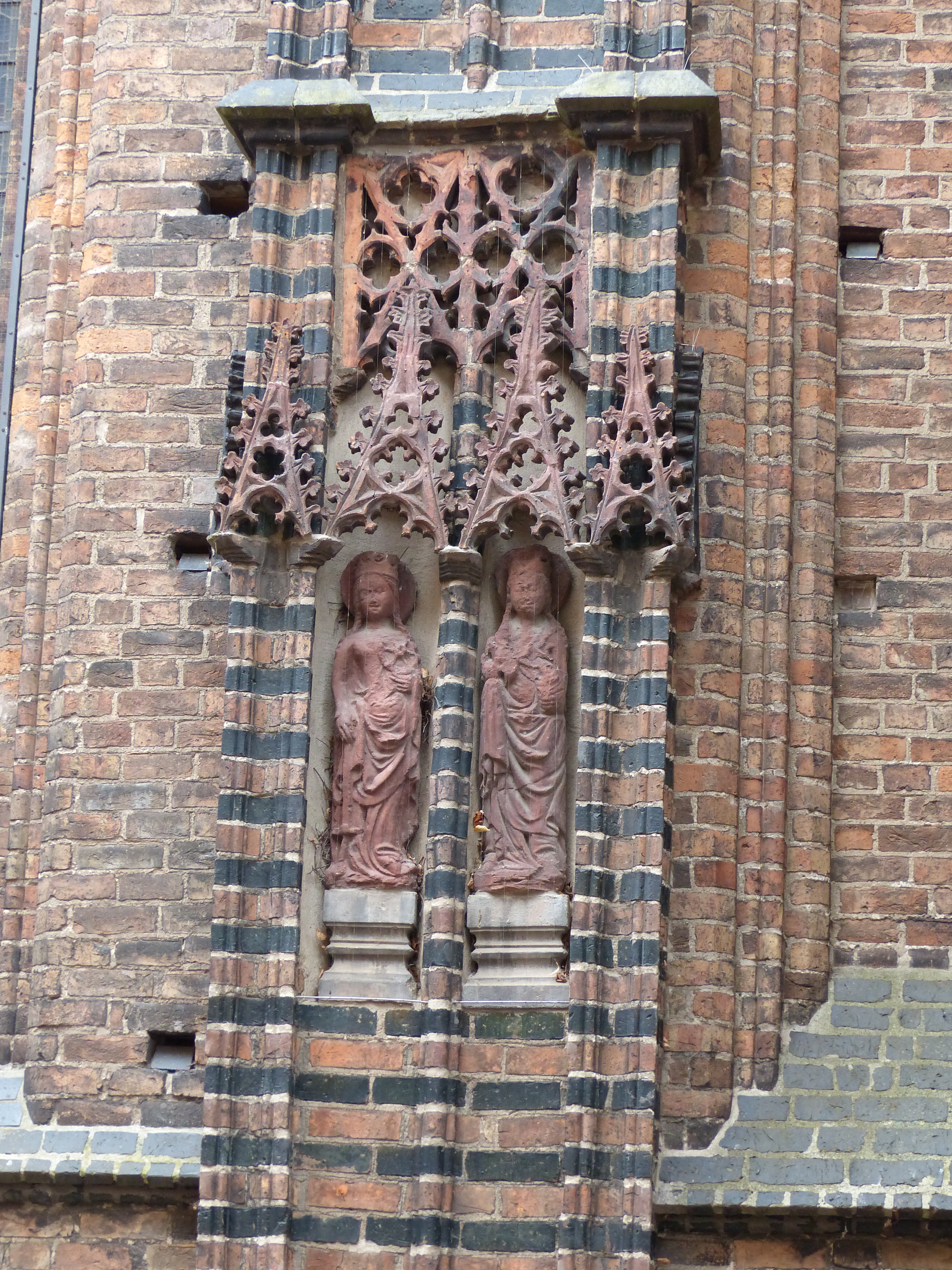
Repliken der einzigen beiden original mittelalterlichen der monumentalen Terrakottaskulpturen
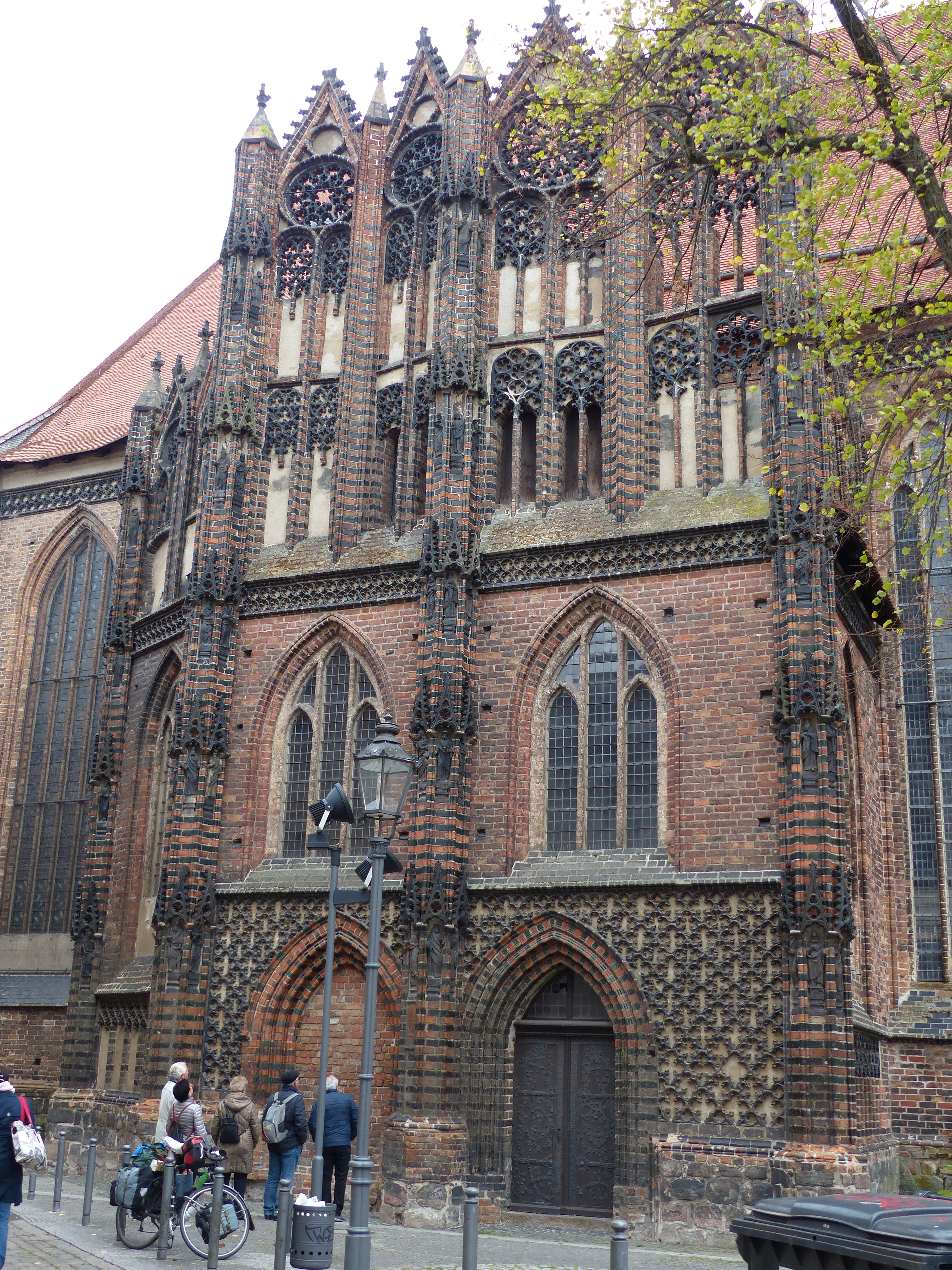
Marien- = Nordkapelle

### Innenausstattung

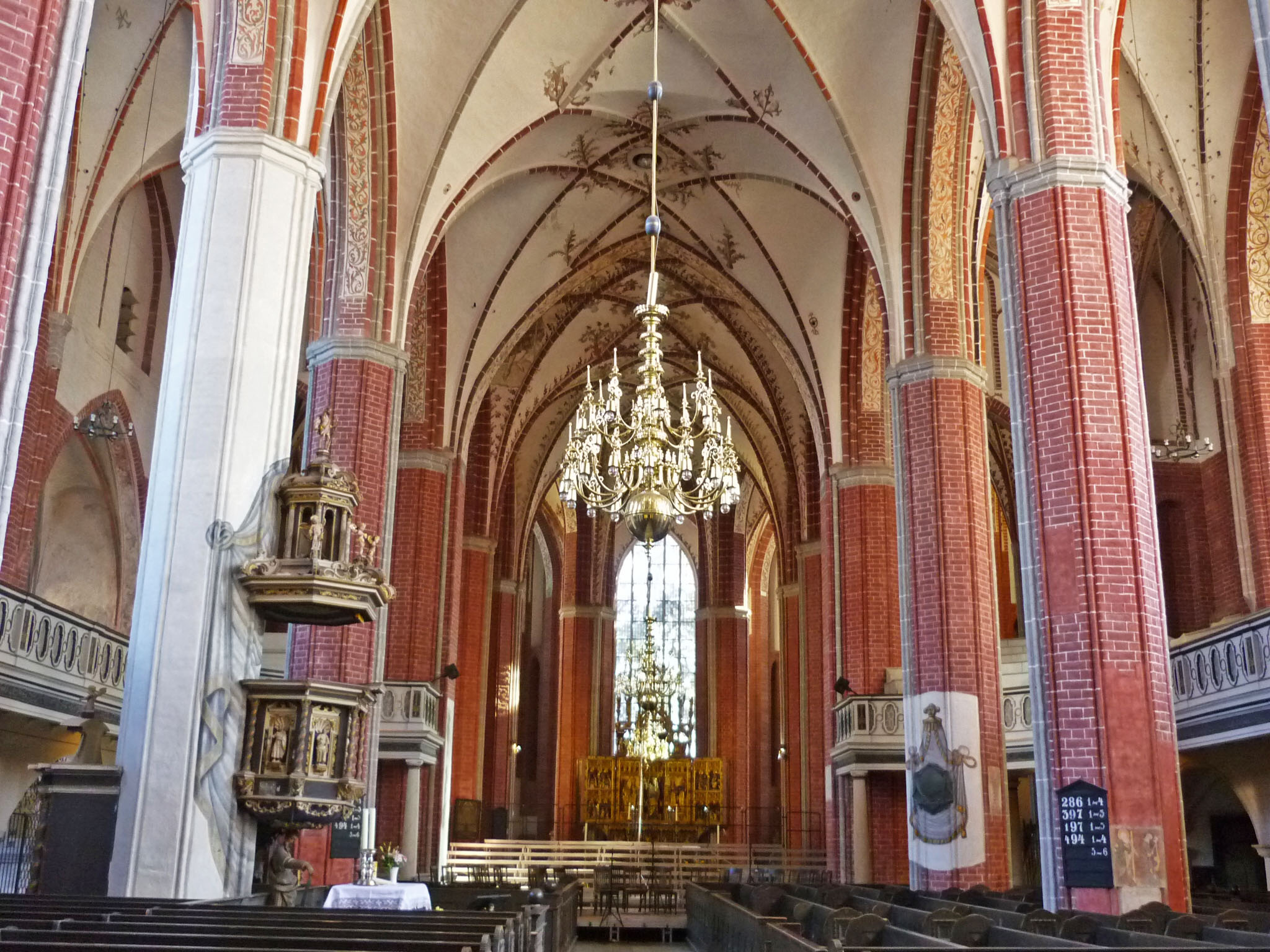
Kirchenschiff in Richtung Hauptaltar

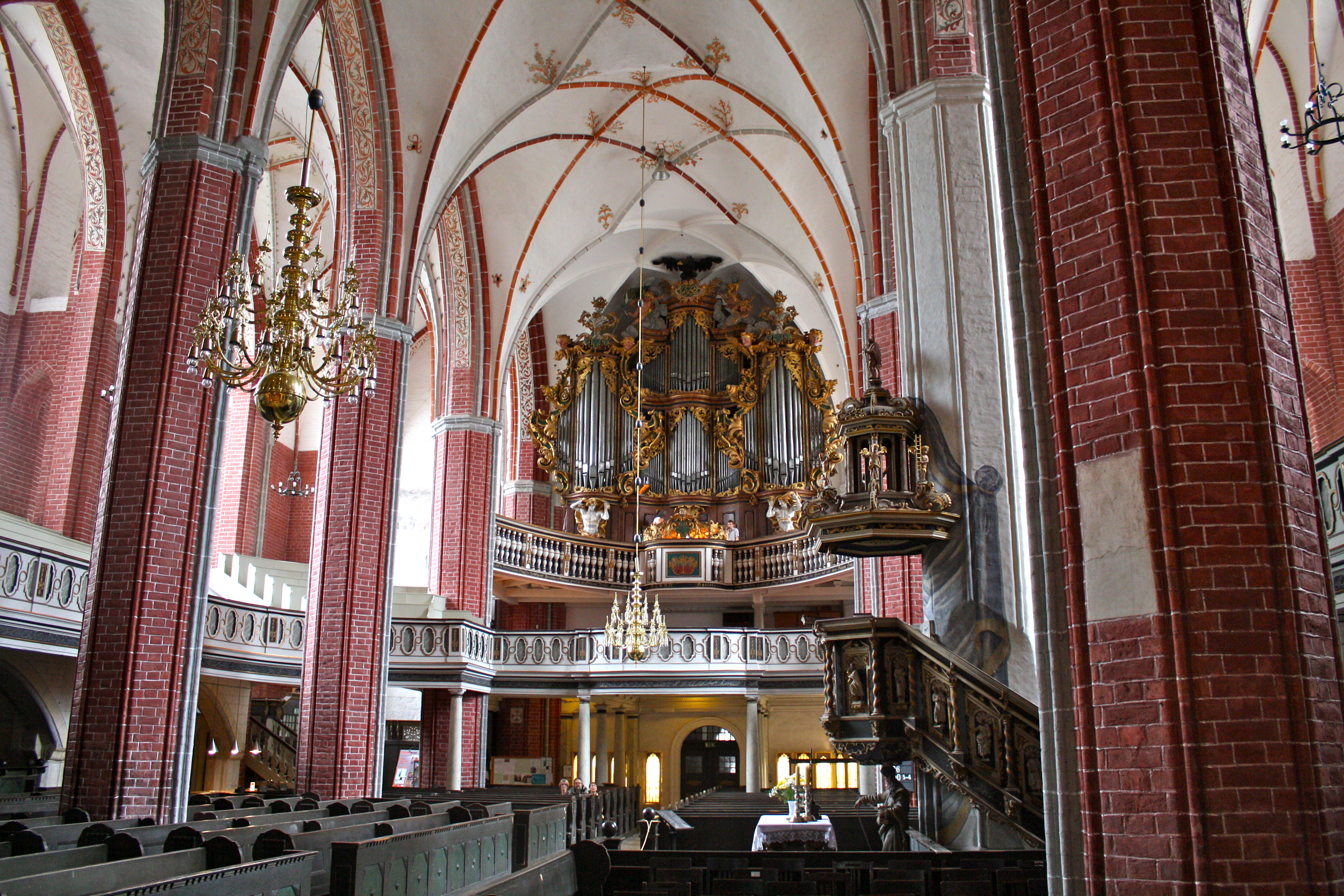
Kirchenschiff in Richtung Orgel

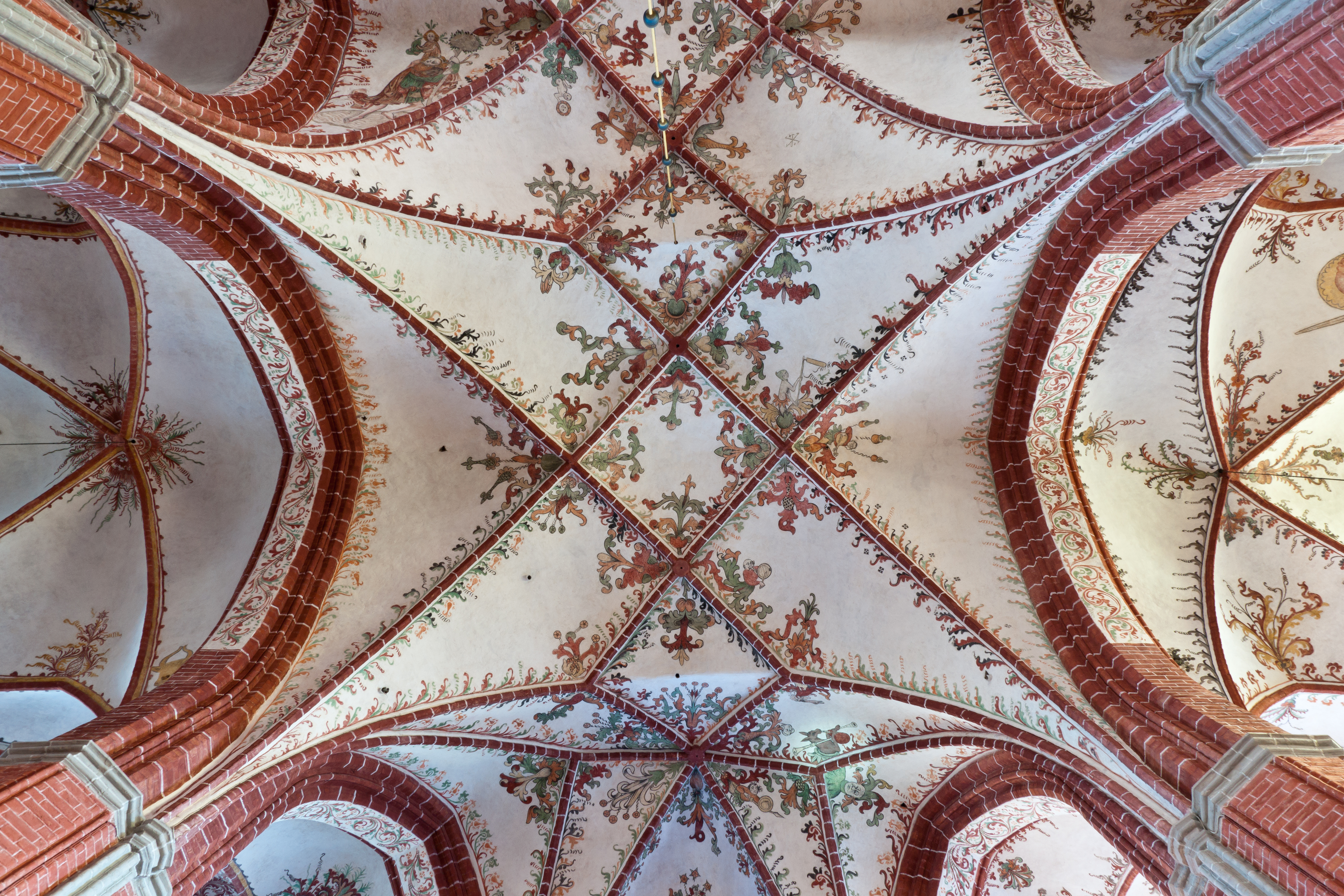
Parallelrippengewölbe

Die Kirche hat eine künstlerisch wertvolle, überaus reiche Ausstattung aus dem Mittelalter bis in die jüngere Vergangenheit.
Der Hochaltar ist ein Flügelaltar mit zwei Flügelpaaren, der nach einer Inschrift im Jahr 1474 von G. Weger geschaffen wurde. Er wurde 1842 restauriert und neu gefasst, später fanden weitere Restaurierungen statt. Im Schrein werden unter reichgeschnitzten Baldachinen in geschnitzten Figuren die Madonna zwischen Heiligen und in den Flügeln Darstellungen der Kindheit Jesu gezeigt. In der ersten Wandlung sind gemalte Szenen aus dem Leben der Heiligen Katharina und Amalberga dargestellt, auf den Flügelaußenseiten die Passion Christi. In der Predella finden sich fünf Szenen aus der Legende der hl. Katharina. Im Gesprenge sind unter Stichbögen Reliefs der Kreuztragung und seitlich Christus vor Pilatus und Christus in der Vorhölle angebracht. Vor dem Altar stehen zwei Standleuchter aus Messing aus der Zeit um 1500 mit Klauenfüßen.
Die Kanzel ist ein im Jahr 1668 gestiftetes Werk, das seither mehrfach restauriert wurde. Der polygonale Korb wird von einer Figur des Paulus gestützt und zeigt am Aufgang Figuren von Christus und der Apostel in Muschelnischen mit gewundenen Säulen und Knorpelwerk. Der Schalldeckel mit durchbrochener Laterne ist von Engeln mit den Leidenswerkzeugen umgeben und wird durch den Auferstandenen bekrönt.
Das Taufbecken wurde inschriftlich im Jahr 1440 von D. Molner in Erfurt in Messing gegossen und steht in der Nordkapelle. Der achteckige Kessel steht auf einem runden Fuß, der mit vier Drachen besetzt ist, und wird von vier Löwen umlagert. An der Wandung sind unter aufgelegten Maßwerkarkaden die Taufe Christi, die zwölf Apostel und die Kirchenpatroninnen Katharina und Amalberga dargestellt. Der Deckel mit achtseitigem Baldachin wird von einer hohen Fiale mit dem Pelikan als Symbol für die aufopfernde Liebe Christi bekrönt. Die Schmuckarkaden unten sind in feines Stabwerk aufgelöst, an der Vorderseite ist eine Madonna in der Strahlenglorie dargestellt.
Der in der südlich gelegenen Schöppenkapelle stehende niederländisch beeinflusste Hedwigsaltar aus der Zeit um 1480 zeigt im Schrein figürliche Darstellungen der heiligen Hedwig zwischen den Pestheiligen Rochus und Adrianus von Nikomedien unter Baldachinen. Auf den Flügeln sind kunstvolle Malereien aus dem Leben der heiligen Hedwig, des heiligen Rochus und des Adrianus sowie eine Darstellung der Gregorsmesse zu finden. In der Predella sind Darstellungen der Anna selbdritt, der Schmerzensmutter und des Antonius aufgemalt.
Sämtliche Glasfenster wurden im Jahr 1912 von Otto Linnemann aus Frankfurt am Main entworfen und ausgeführt. Zahlreiche Epitaphien und Grabmäler sind auch zu erwähnen.

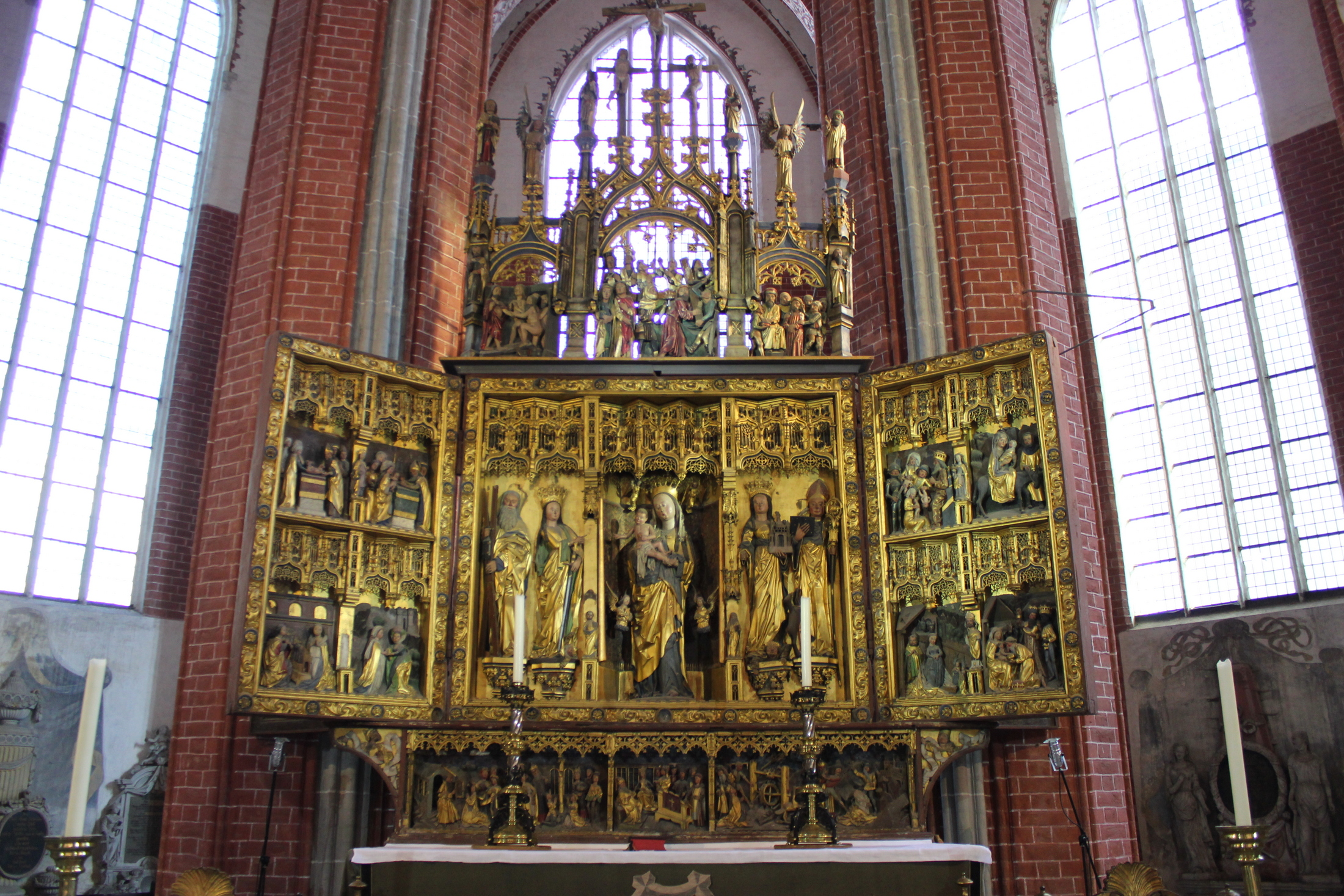
Hauptaltar
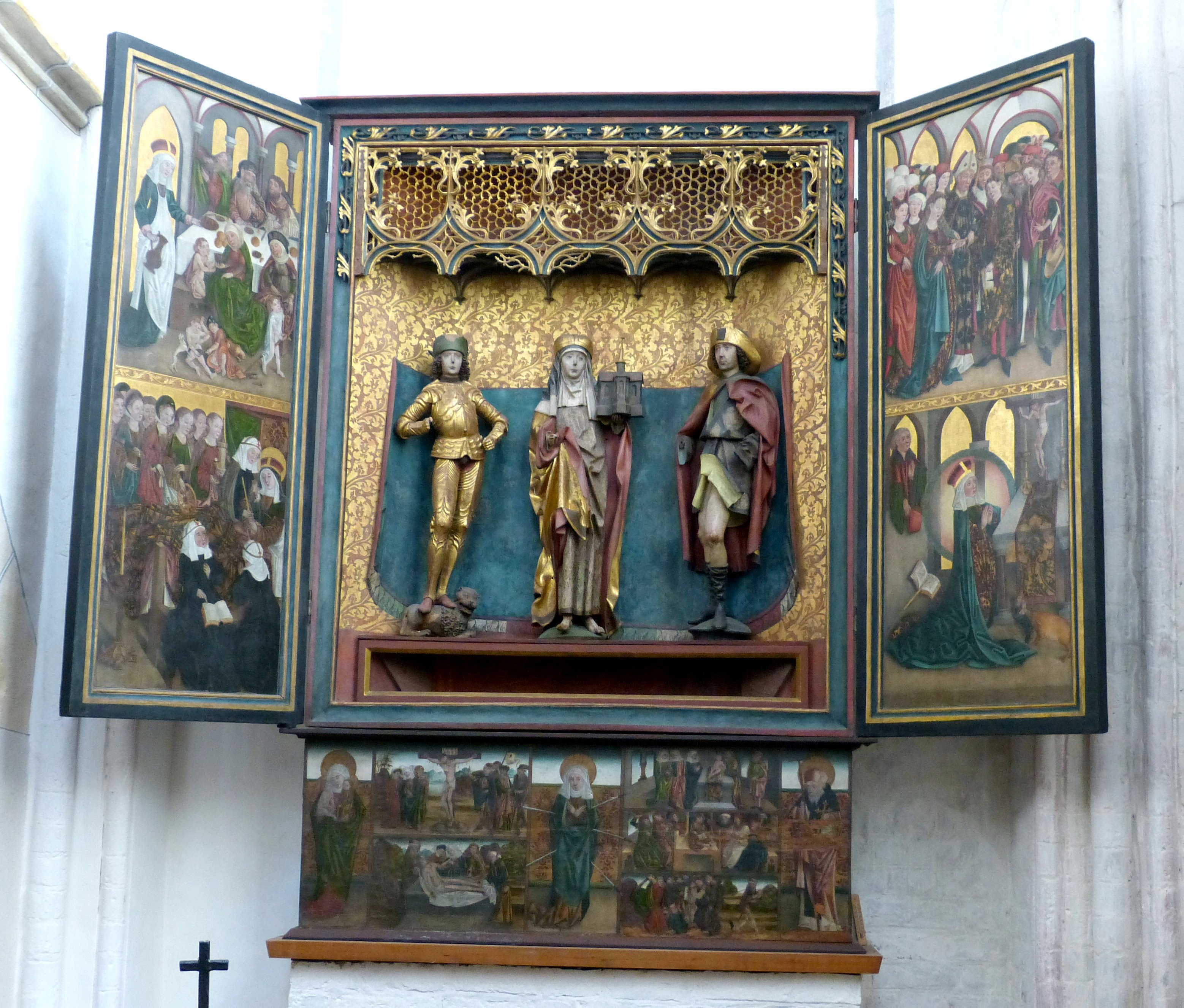
Hedwigsaltar

### Orgel

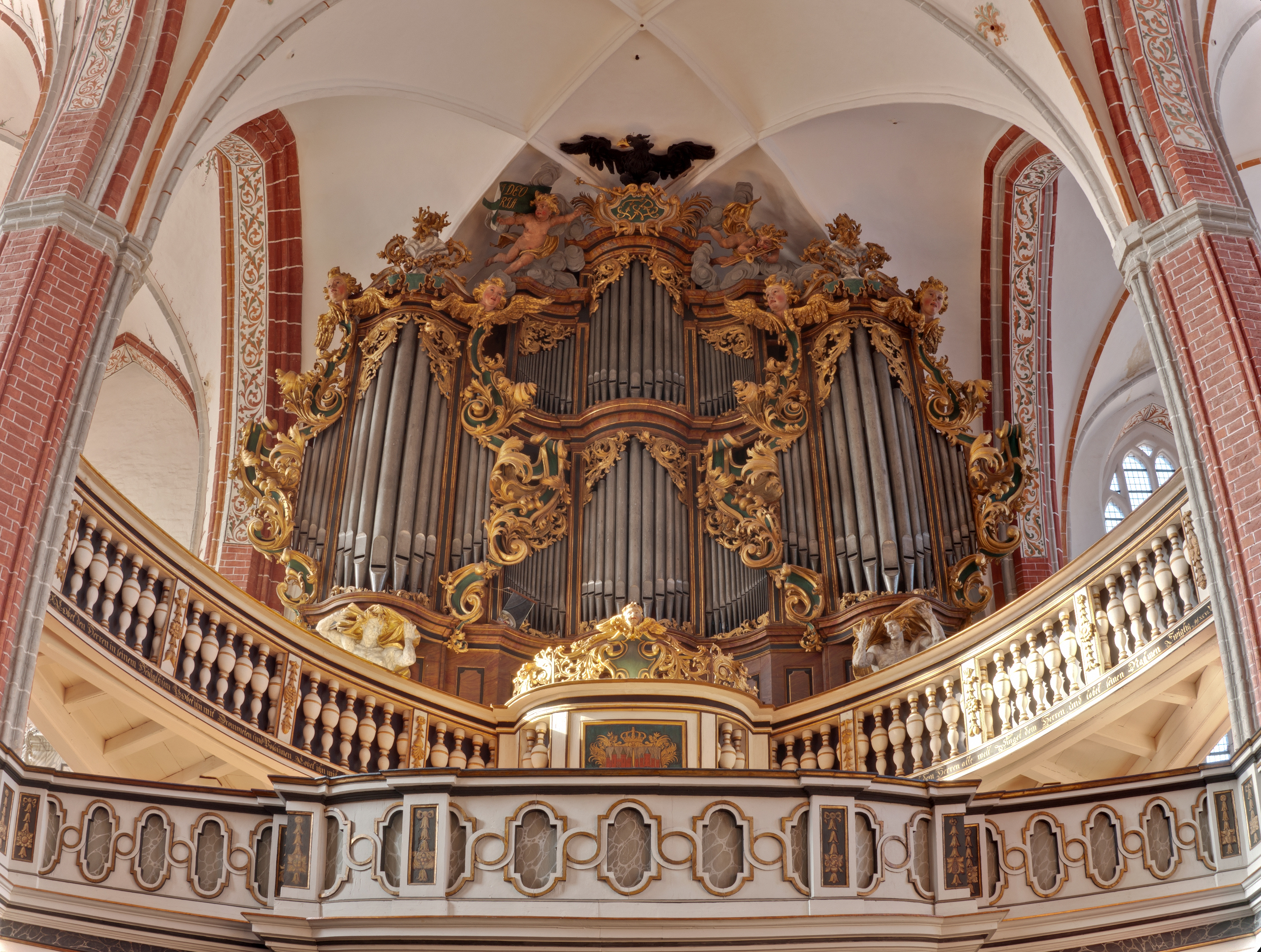
Orgelprospekt von 1726

Die Brandenburger St. Katharinenkirche zählt zu den Meisterwerken spätgotischer Baukunst in Norddeutschland. Großartig wie der Kirchenbau ist auch die im Jahr 2020 fertiggestellte Orgelanlage. Unter der barockorientierten Hauptorgel mit ihrem 1726 entstandenen Prospekt befindet sich ein großes, schwellbares Auxiliarwerk, im Hohen Chor auf einer Empore über der Sakristei die bisher selbstständige Chororgel und auf der Nordempore ein ebenfalls schwellbares Solowerk. Alle Werke sind von einem Spielschrank an der Hauptorgel und einem gleich aufgebauten fahrbaren Spieltisch im vorderen Bereich der Kirche zu spielen.
Die Brandenburger St. Katharinenkirche verfügte schon im 16. Jahrhundert über zwei Orgeln: die Hauptorgel auf der Westempore und einem kleineren Instrument über dem Durchgang zur Nordkapelle. 1726 baute der märkische Orgelbauer Joachim Wagner ein neues Instrument, die kleine Orgel gab es schon längst nicht mehr. 1899 wurde die Barockorgel bis auf den Prospekt entfernt und durch ein romantisch disponiertes Werk von Orgelbau Sauer (Frankfurt/Oder) ersetzt. Der reich verzierte Barockprospekt ist noch von der vorherigen Wagner-Orgel und wurde 1726/27 von Johann Georg Glume angefertigt. 1936 baute die Firma Schuke (Potsdam) dieses Instrument im neobarocken Sinn um. Zur gleichen Zeit reifte der Plan, im vorderen Bereich der Kirche eine Chororgel zu errichten. Dazu kam es aber erst im Jahr 2005. Die Chororgel wurde von Jehmlich Orgelbau aus Dresden gebaut und befand sich ursprünglich in der Paulikapelle. Seit 2005 steht sie in der Katharinenkirche. Das Instrument hat 12 Register mit zwei Manualen und Pedal und mechanische Trakturen.
Das 2020 fertiggestellte große Orgelbauprojekt (Alexander Schuke Orgelbau GmbH in Werder) bildet einen Teil der Orgelbaugeschichte der St. Katharinenkirche ab. Die St. Katharinenkirche verfügt mit der Hauptorgel auf der Westempore über ein barockorientiertes Werk. Das neu entstandene schwellbare Auxiliarwerk mit 26 Registern und Glockenspiel auf der unteren Empore nimmt Bezug auf die romantischen Klänge, die es in der Kirche schon gab. Der Standort des Solowerkes mit 6 Registern auf der Nordempore erinnert an die in diesem Bereich einst klingende kleine Orgel und die Chororgel verwirklicht den Gedanken von 1936.
An der Hauptorgel findet sich ein Spielschrank, der alle Teile der Anlage ansteuert und im vorderen Bereich der Kirche gibt es einen fahrbaren zentralen Spieltisch, der im Aufbau dem Hauptspieltisch gleicht. Die Traktur der erweiterten Chororgel wurde zu einer Doppeltraktur umgebaut. Die Orgelanlage hat drei Schwellwerke und mehr als 60 Koppeln sowie weitere Spielhilfen über die neue Setzeranlage mit Touchscreen. Die größte Orgelanlage des Landes Brandenburg verfügt nun über 96 Register, 5 Manuale und Pedal und beeindruckt mit ihren 6.364 Orgelpfeifen durch ihre ungewöhnliche Klangvielfalt und Kraft die Zuhörenden.

## Turm

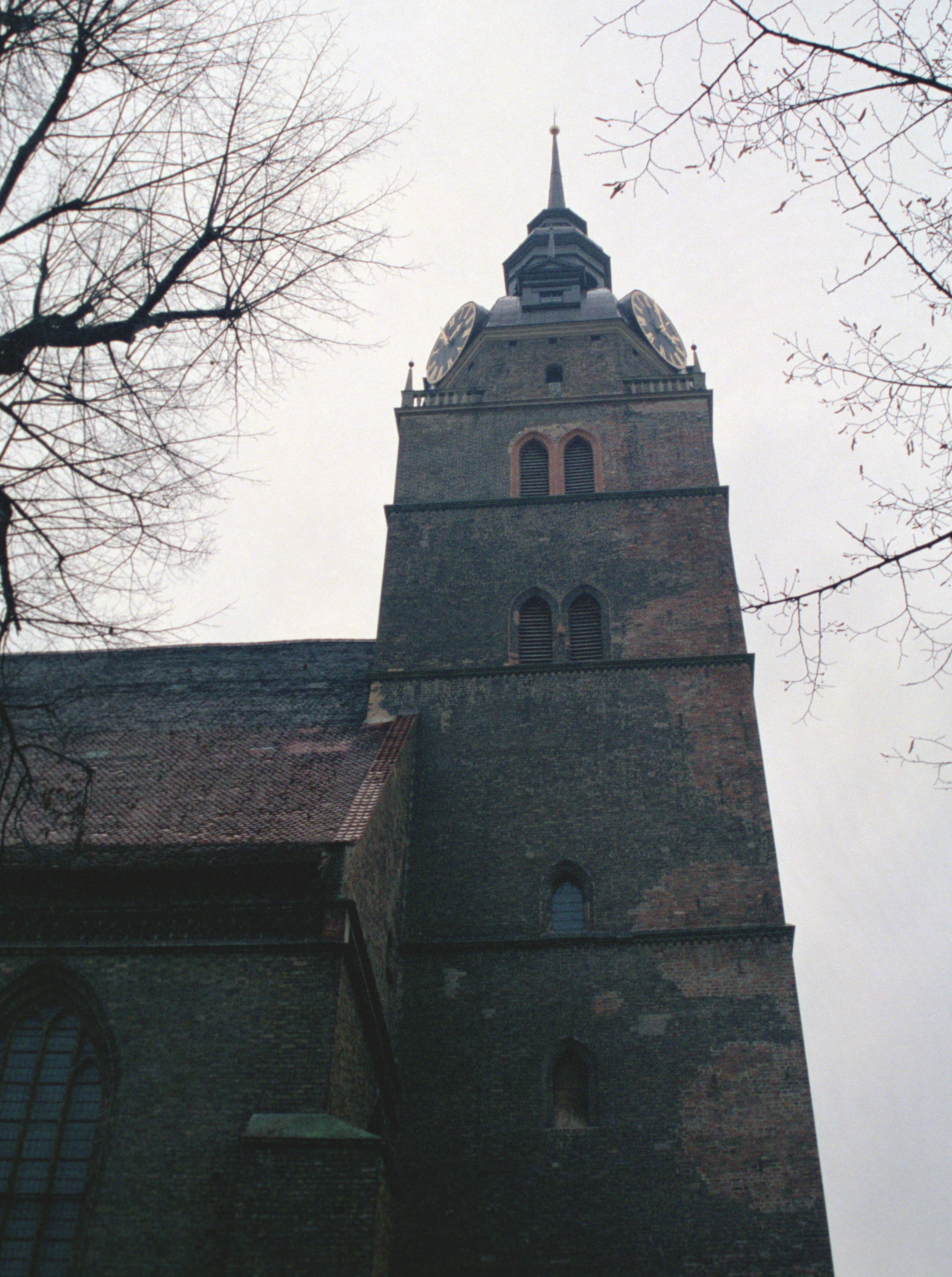
Der Turm im November 1997.

### Turmabmessungen und Einsturz
Der Turm erreicht eine Höhe von 72,5 m. Eine Katastrophe traf die Kirche am 30. März 1582 um 3:00 Uhr morgens. Der Turm hatte bereits während eines Orkans im Jahre 1580 Risse bekommen und wies bei einer Messung im Jahre 1582 einen Abstand von drei Zoll zum Giebel auf. In der Nacht vom 29. zum 30. März 1582 schliefen die drei Kunstpfeifergesellen Anton Störtewein, Andreas Drichel und Georg Wolff in der Kunstpfeiferwohnung in den oberen Geschossen des Turmes. Ihr Lehrherr, der Kunstpfeifer Martin Nehring, weilte auswärts. Störtewein hatte gerade die Stunde ausgeblasen, als der Turm in sich zusammenfiel. Dabei hatten die betroffenen Gesellen Glück: Störtewein erlitt eine Ritzwunde am linken Ohr, Drichel bohrte sich ein „derbes Stück Holz“ in die Hüfte und Wolff wurde an einem Bein verletzt. Alle drei überlebten das Unglück mit diesen leichten Verletzungen. Beim Turmeinsturz wurde die Westwand mit der an ihr aufgehängten Orgel zerschlagen.

### Wiederaufbau
Der Mailänder Baumeister Johann Baptista de Sala errichtete den Turm aufs Neue und schloss ihn mit einem „verlorenen Dach“ ab. De Sala kehrte nach Mailand zurück, nachdem ihn der Rat der Neustadt Brandenburg nicht länger bezahlen konnte. Zehn Jahre später wurde der Neuaufbau des Turmes mit der achteckigen Haube und der durchbrochenen Laterne abgeschlossen. Diese Arbeit wurde von dem Dresdner Zimmermannsmeister Balthasar Richter zu Ende gebracht. Richters Herkunft scheint sich in der Gestalt des Turmabschlusses zu spiegeln, weist doch die Form, Größe und Gestalt der Laterne eine erstaunliche Ähnlichkeit mit der Turmbedeckung der alten Dresdner Kreuzkirche auf, wie sie ein Stich des Gebäudes von 1680 zeigt. Es handelt sich dabei um einen achteckigen Aufbau mit Kuppel und durchbrochener Laterne. Michael von Utrecht deckte die Turmspitze mit Blei ab und gebrauchte dazu 60 Zentner Blei.

### Gegenwärtige Situation
Von 2005 an blieb der Turm für den Besucherverkehr gesperrt. Ein vom Förderverein Kirchturm St. Katharinen in Auftrag gegebenes Gutachten ergab, dass die Hölzer der oberen Turmkonstruktion vor 1989 mit dem DDT-haltigen Holzschutzmittel Hylotox behandelt worden waren. Im Laufe der Zeit wurde sämtlicher Staub in den oberen Turmbereichen mit DDT kontaminiert.

### Dachreiter
Die Kirche besaß bis 1734 einen Dachreiter, der die Glocken „Salvator“, „Johannes“ und „Maria“ trug. Aufgrund seiner Marodität wurde er 1734 ersatzlos entfernt, die Glocken in den Hauptturm überführt. Von dem einstigen Dachreiter zeugt noch heute die an dieser Stelle besonders verstärkte Dachstuhlkonstruktion.

## Bibliothek

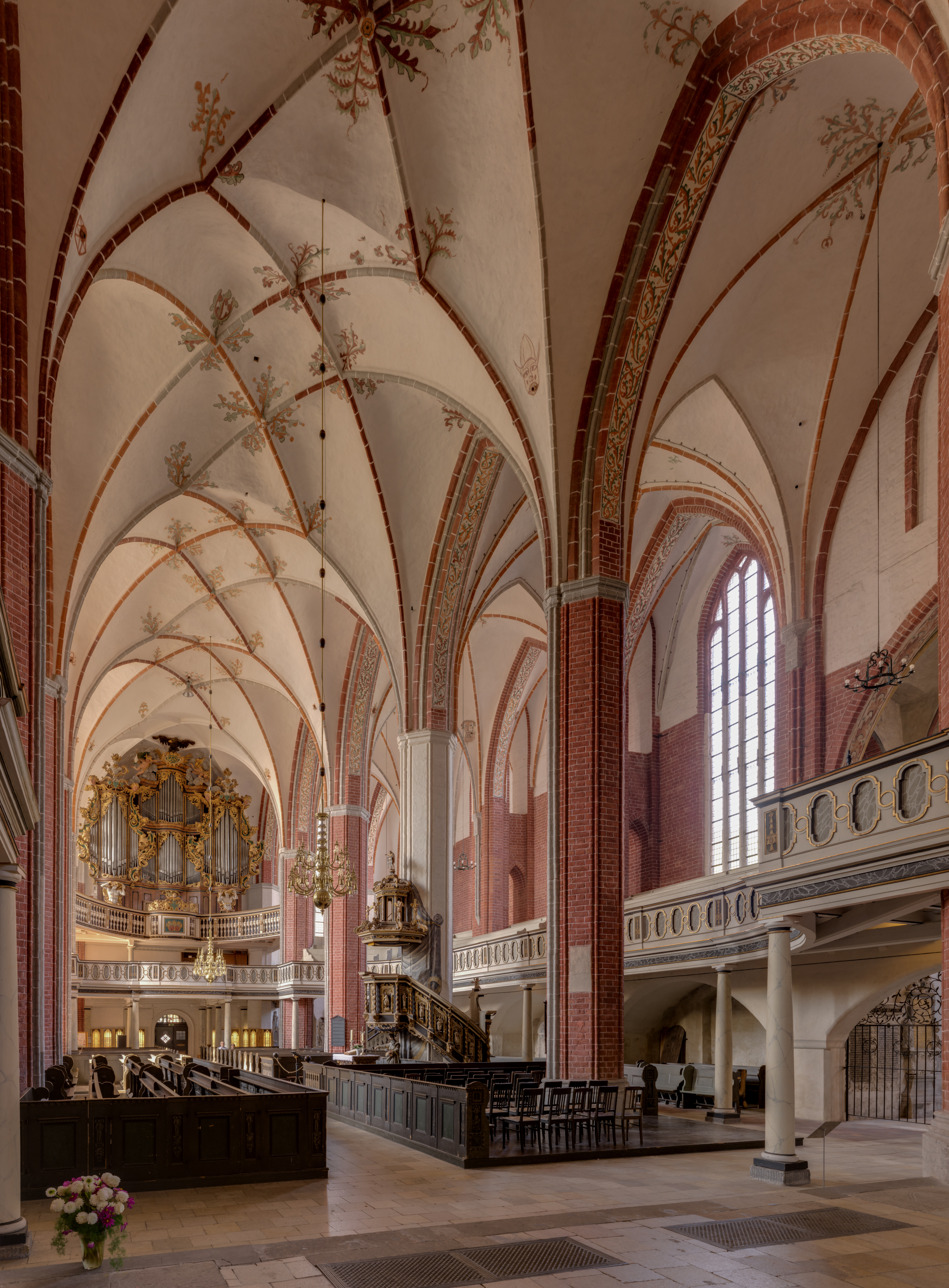
Innenansicht der Katharinenkirche mit Blick Richtung Orgel und Altar sowie dem Deckengewölbe

Der Gemeinde St. Katharinen gehört eine beachtenswerte Bibliothek aus der Zeit des späten Mittelalters, der Reformationszeit und der nachreformatorischen Zeit. Sie umfasst in 1550 Bänden insgesamt 3598 Werke. Darunter befinden sich Schriften aus dem Besitz bedeutender Gelehrter wie der Familie Garcaeus, Georg Sabinus, Johannes Mathesius, Abdias Praetorius und anderer. Ebenfalls zum Bestand zählen Inkunabeln aus der Frühzeit des europäischen Buchdrucks. Des Weiteren verfügt die Bibliothek von St. Katharinen, die seit 1951 im Stiftsarchiv des Domes gelagert ist, über eine wertvolle, mittelalterliche Musikbibliothek. Sie umfasst 350 Handschriftenbände und 319 Musikalien, die bis ins 16. Jahrhundert hineinreichen. Die Kirchenbibliothek von St. Katharinen ist die jüngste der drei Kirchenbibliotheken der Stadt Brandenburg an der Havel. Sie wurde mit dem Erwerb der nachgelassenen Privatbibliothek des Joachim Garcaeus im Jahre 1634 gegründet.

## Besonderheit
Nach der Schlacht bei Lützen wurde der tote König Gustav Adolf im Zuge seiner Überführung nach Schweden vom 11. bis 19. Dezember 1632 in St. Katharinen zu Brandenburg an der Havel aufgebahrt, „da man hier die Ankunft der Königin Witwe, Marie Eleonore, einer Tochter der Mark, abwarten wollte …“.

## Lage
Die Kirche steht im Zentrum der Neustadt Brandenburg auf dem geografisch höchstgelegenen Gelände der mittelalterlichen Stadtgründung.
Traditionell war die Katharinenkirche immer komplett von Wohn- und Zweckbauten eingerahmt. Es gab nur vier schmale Zuwegungen: eine schmale Gasse von der Steinstraße, des Weiteren die Kirchgasse (bis 1886 nur 2,65 m breit, dann auf 8 m Breite erweitert), dann den Zugang südlich des Gumpert’schen Hauses am Paradeplatz (Hauptstraße) und einen Durchschlupf von der Hauptstraße. Die schmale Gasse zwischen den Grundstücken Hauptstraße 8 und 10, sowie die der Paulinerstraße (ehem. Klappgasse) gegenüberliegende Gasse zwischen Steinstraße und Katharinenkirchplatz sind namenlos und nur fußläufig passierbar.
Der Grund lag in der Nutzung des Katharinenkirchplatzes als Kirchhof/Friedhof zwischen 1333 (urkundl. Ersterwähnung) und 1809 (letzte Bestattung 1788), wie es noch auf dem sogenannten Hedemann-Plan von 1722–1724 deutlich ausgewiesen ist. Es fand also vom Mittelalter bis in die Neuzeit hinein kein Markttreiben oder gesellschaftliches Leben um den Kirchenbau herum statt. Mit der Erstürmung der Neustadt durch die Sowjetische Armee in den letzten Tagen des Zweiten Weltkriegs fielen bedeutende Patrizierhäuser wie das Kurfürsten- oder Storbeck’sche Haus und das zur Hauptstraße hin benachbarte Riedel’sche Haus (heutiger Standort der historischen Postmeilensäule) den Kampfhandlungen zum Opfer.
Seither ist der Blick auf den Chor der Katharinenkirche an der Südostecke des Katharinenkirchplatzes frei. Insgesamt wurden sieben Parzellen nicht wieder bebaut und vermitteln somit einen großzügigen Zugang zum Katharinenkirchplatz. Das Gelände des südlichen Katharinenkirchplatzes wird gegenwärtig als Markt genutzt.

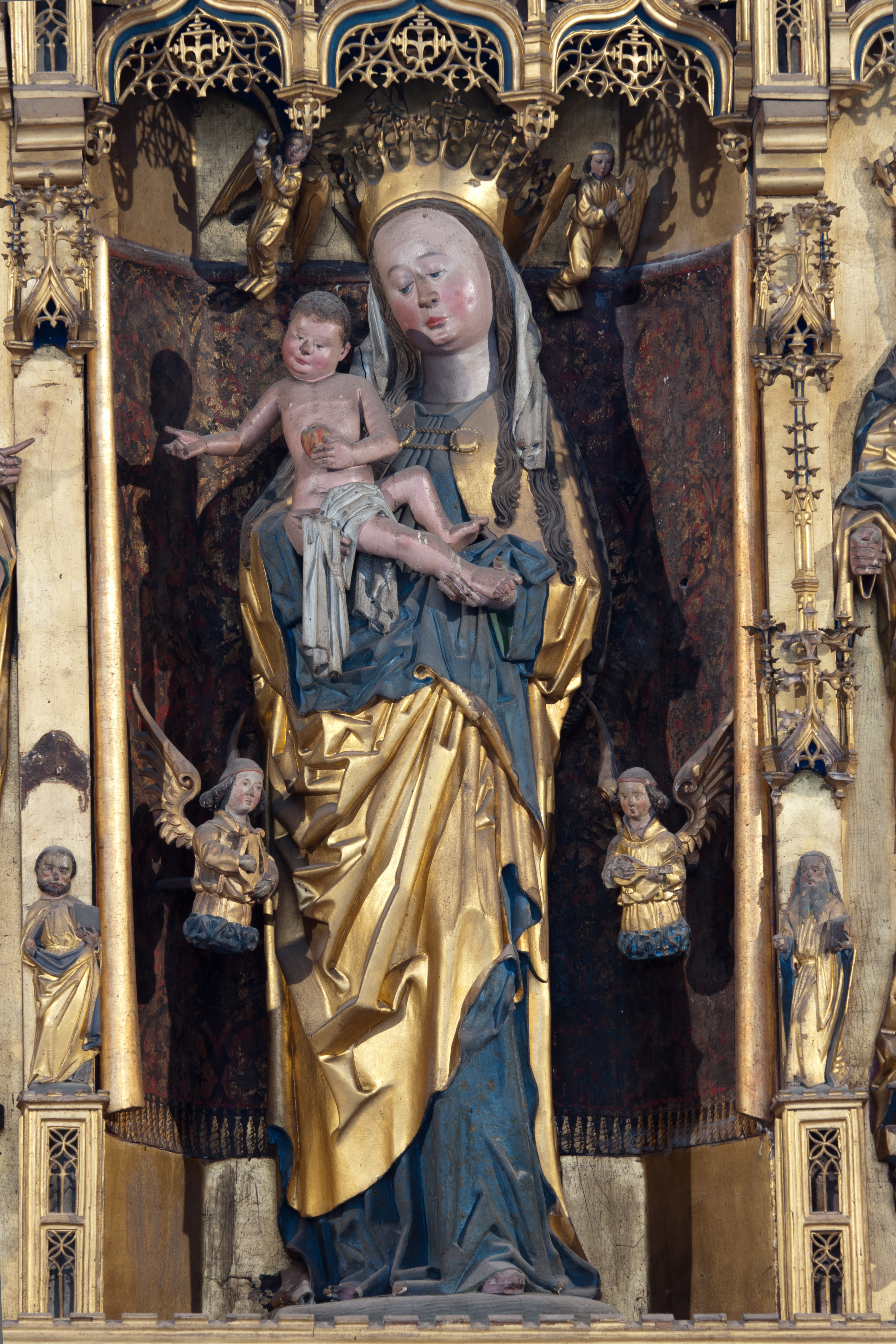
Detailaufnahme des Flügelaltars
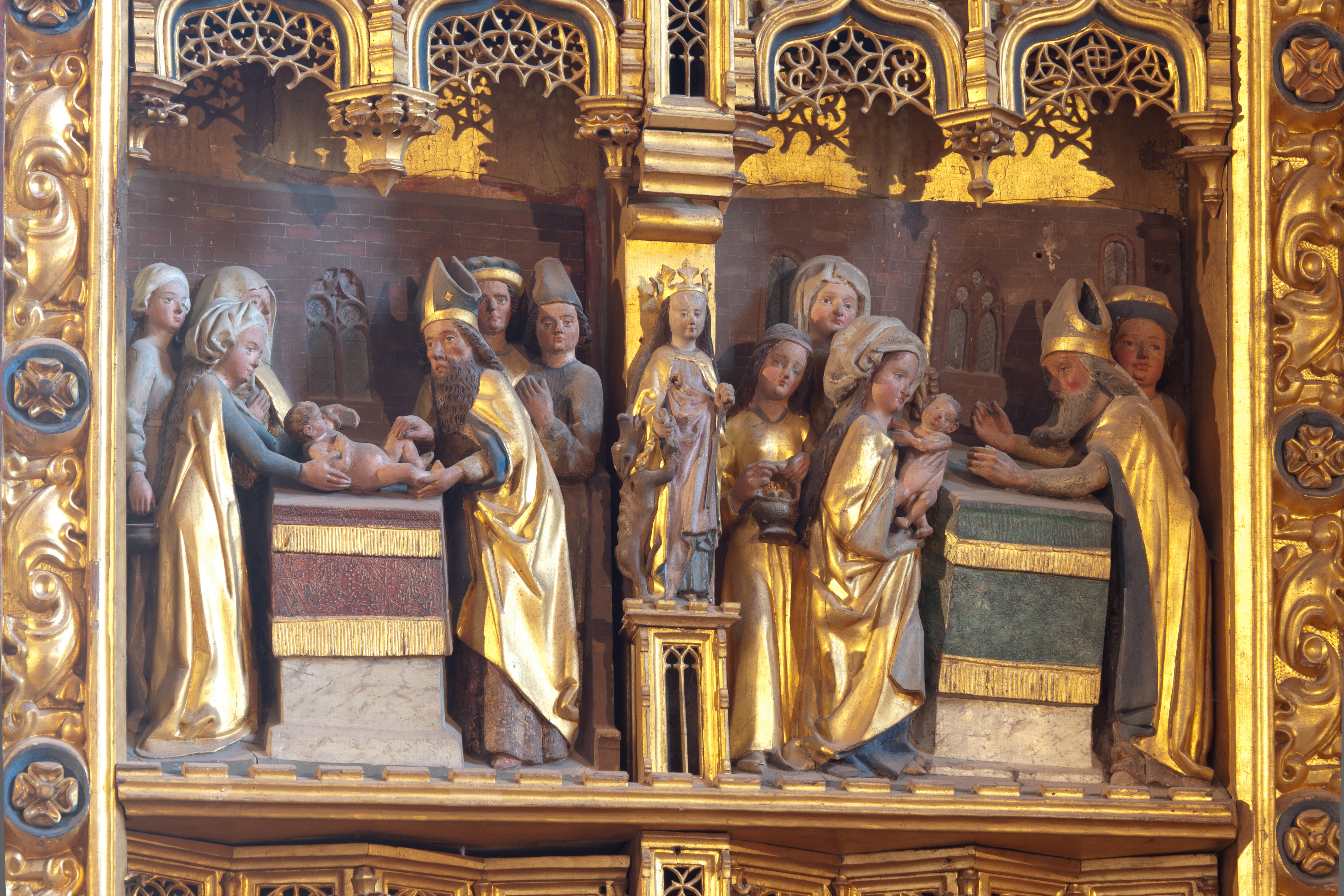
Detailaufnahme des Flügelaltars
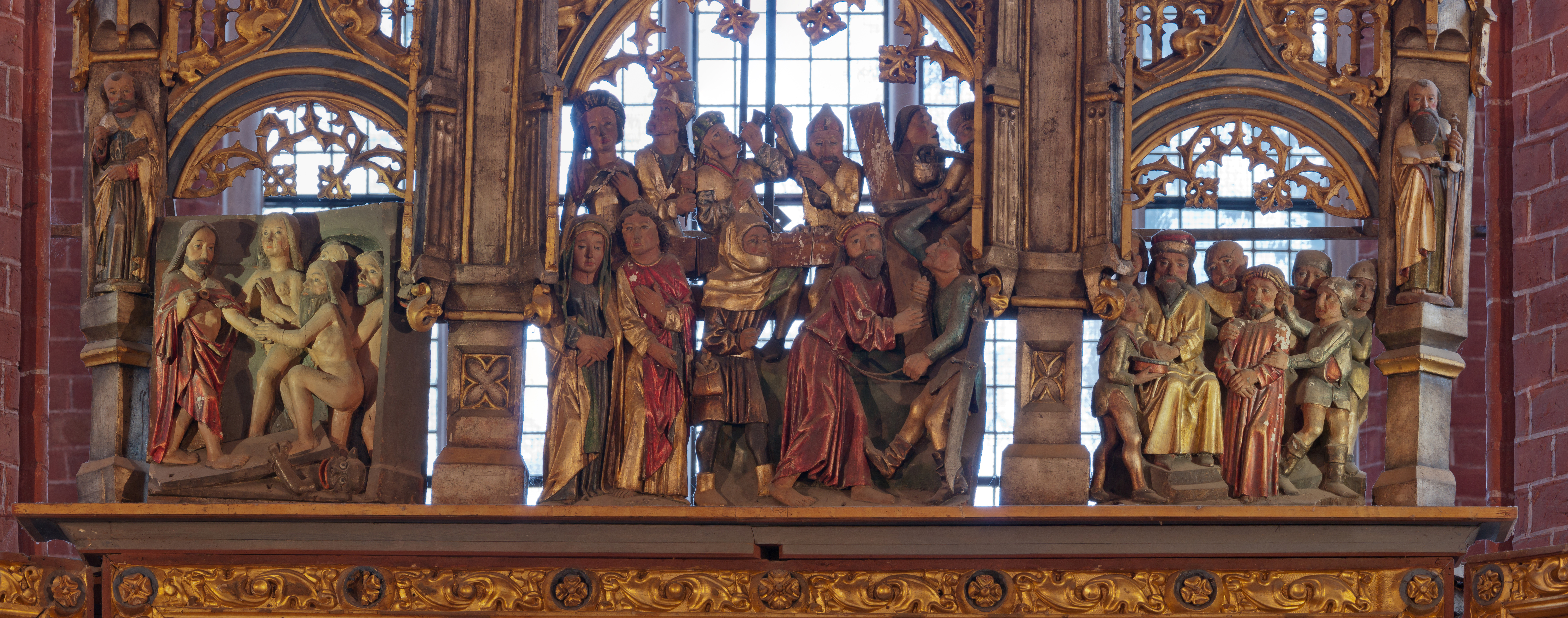
Detailaufnahme des Flügelaltars
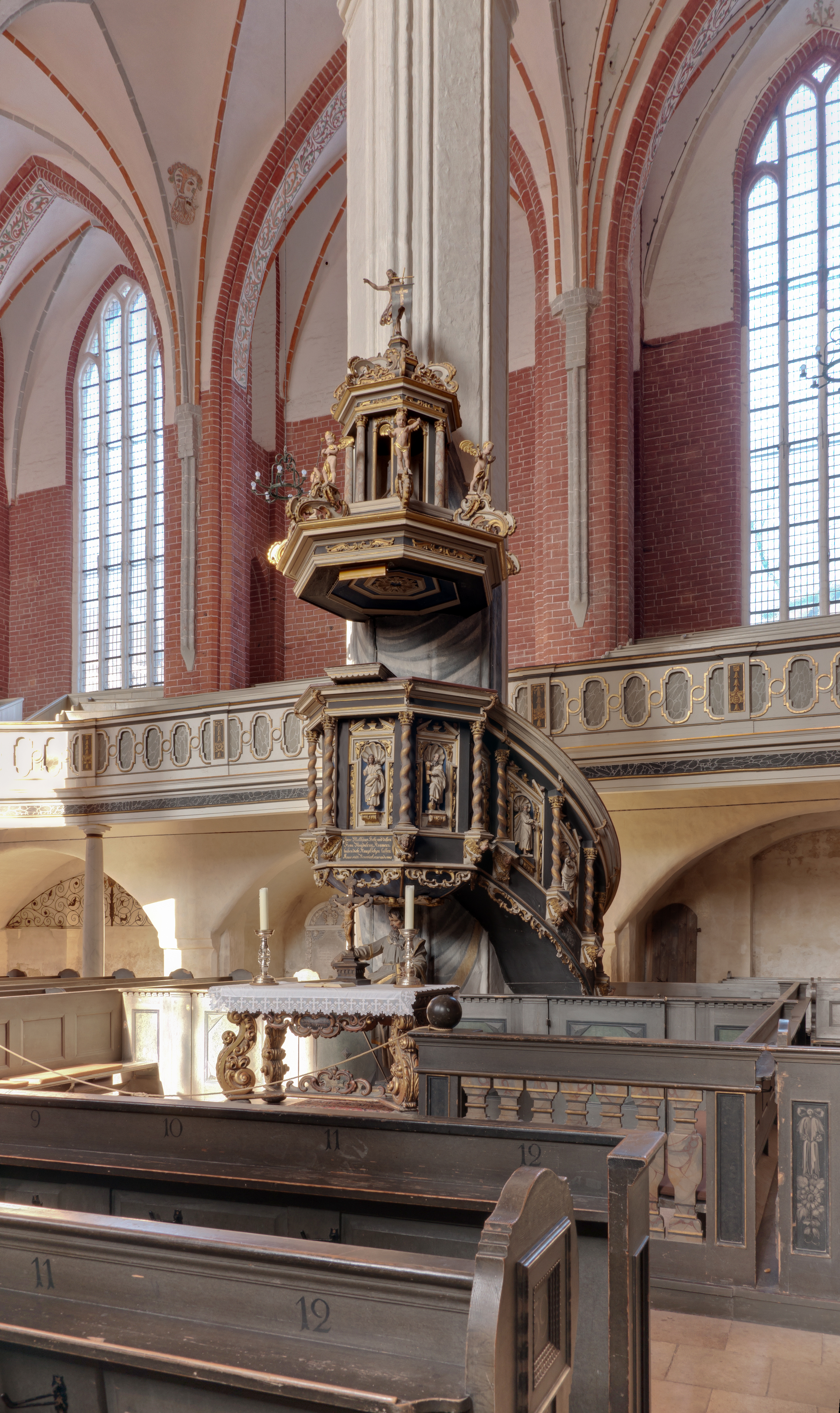
Kanzel
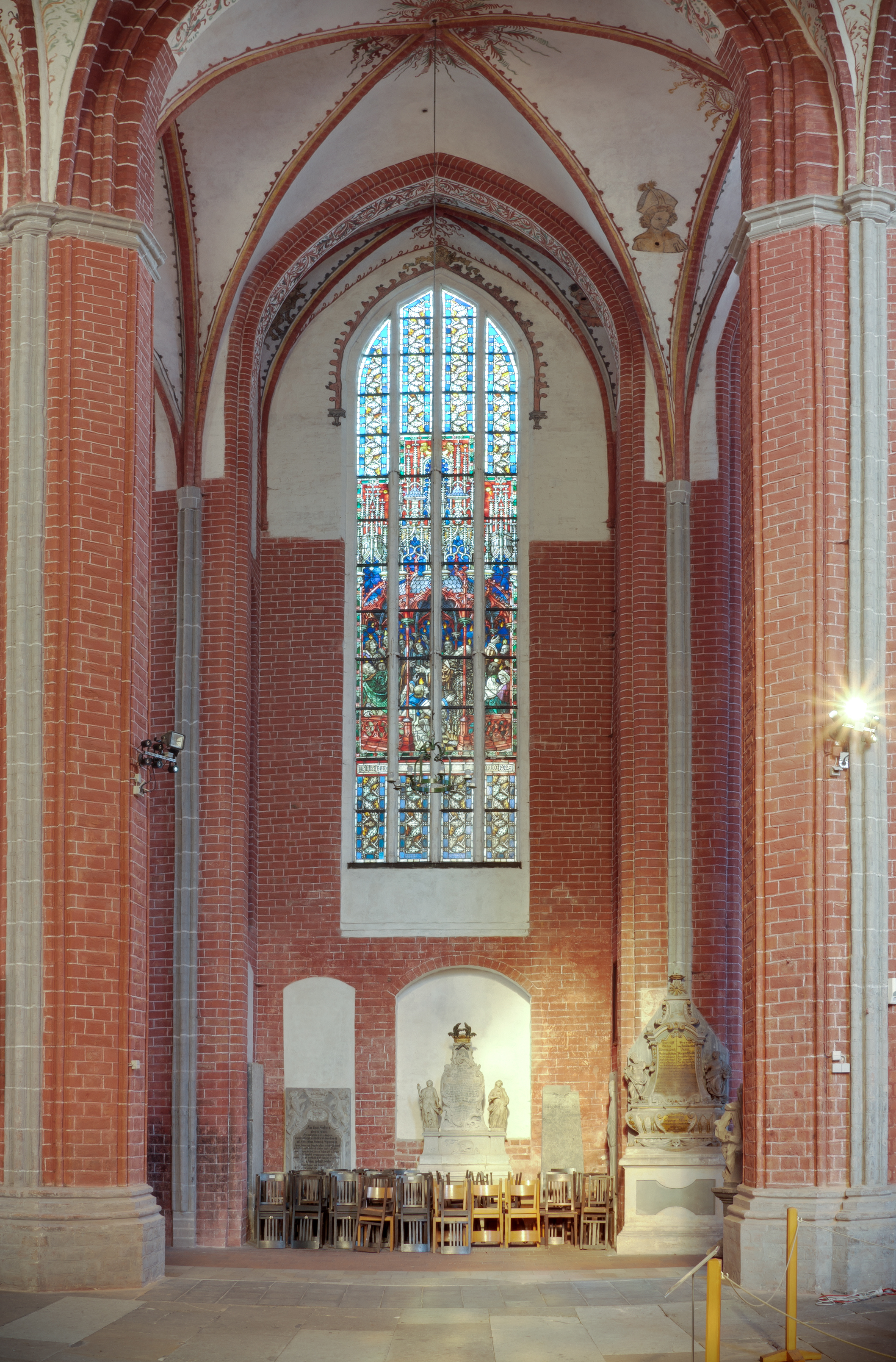
Buntglasfenster
Epitaph des Ritters von der Schulenburg